# Тиберій II Костянтин

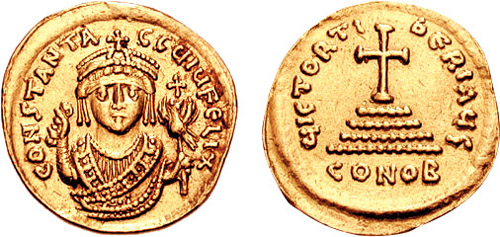
Тиберій II Костянтин на монетах 579 року

Тиберій II Костянтин, Флавій Тиберій Костянтин Август (лат. Flavius Tiberius Constantinus Augustus) (бл. 540 — 14 серпня 582) — візантійський імператор (574–582) династії Юстиніанів.
Тиберій був другом імператора Юстина II, який призначив Тиберія комітом екскубаторів. Він узяв під свій контроль імперію у 574 р., коли Юстин II збожеволів. Щоб збільшити свою популярність, Тиберій негайно почав витрачати резерви казначейства. За життя Юстина II генерал Маврикій вів боротьбу і завдав поразки персам у Вірменії. Коли Тиберій став повним імператором по смерті Юстина в 578, він розширив свої військові дії в залишках Західної Імперії, де уклав мир з вестготами в Іспанії і завдавав поразки берберам в Північній Африці. Тим часом, слов'яни почали мігрувати на Балкани в 579. В той же час Тиберію була потрібна армія, щоб захищатися проти перських вторгнень, і він був не в змозі зупинити міграцію слов'ян.
З VI ст. стали регулярними походи антів і склавинів у візантійські землі, а у VII ст. слов'яни заполонили землі Балканського півострова. Близько 578 року аварський каган Баян І організував військову кампанію проти склавінів. Число аварців, як зазначено в грецьких літописах, було 100 000. Вони перетнули Дунай і увірвалися на терени Візантійської імперії. Імператор Тиберій II уклав союз з ними і спрямував аварів проти склавинів, якими керував вождь Добрета.
У 582 р. Тиберій II Костянтин захворів і Маврикій був названий його спадкоємцем. Маврикій став імператором коли Тиберій помер у серпні 582 — за чутками був отруєний.